# Cerkiew św. Michała Archanioła (Smolnik)

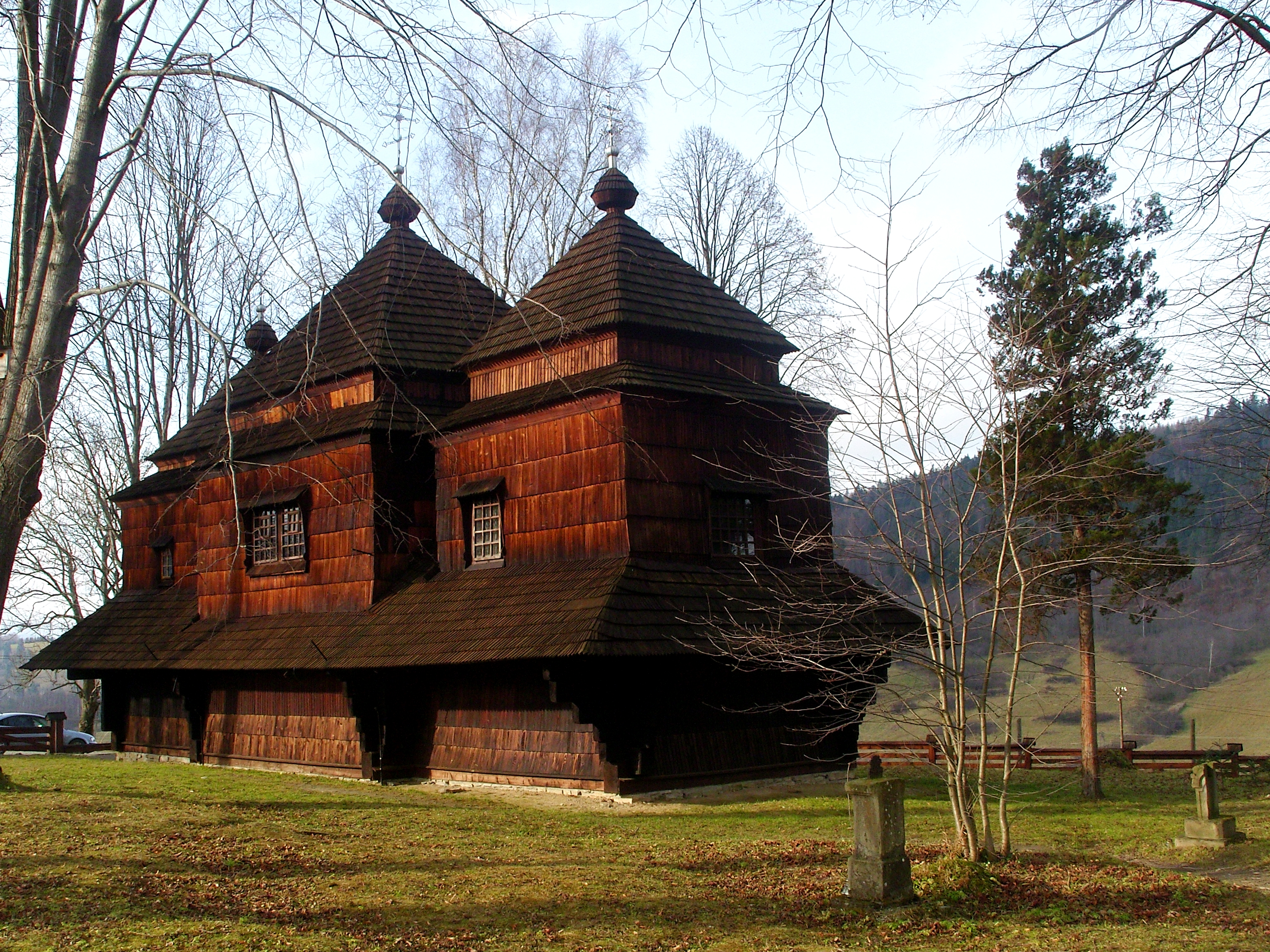
Ansicht der Kirche (2012)

Die Cerkiew św. Michała Archanioła (deutsch Erzengel-Michael-Kirche, ukrainisch Церква святої Параскеви) ist eine Holzkirche in Smolnik in der Woiwodschaft Karpatenvorland in Polen. Die Kirche gehört zum grenzübergreifenden UNESCO-Welterbe „Holzkirchen der Karpatenregion“ und ist dem Erzengel Michael geweiht. Sie war bis 1951 ein griechisch-katholisches Gotteshaus und wird seit 1974 von der römisch-katholischen Gemeinde genutzt.

## Lage
Die Kirche befindet sich auf dem Gipfel des Hügels, oberhalb des Baches Smolnik. Im Osten grenzt der Friedhof an die Kirche. Grabsteine sind nur noch spärlich vorhanden. Das alte Dorf ist nicht mehr vorhanden. Der neue Ort Smolnik liegt etwa 1500 Meter nördlich. Die Grenze zur Ukraine verläuft etwa 2,5 Kilometer östlich der Kirche.

## Geschichte
Die Kirche wurde 1791 errichtet. – Smolnik war noch im Jahr 1900 von Ruthenen besiedelt. Von 473 Einwohnern waren 421 griechisch-katholisch, 458 ruthenischsprachig und 37 Juden. Der Ort wurde 1939 sowjetisch und 1941 deutsch besetzt. Nach Ende des Zweiten Weltkriegs verblieb er bei der Sowjetunion.
Im Jahr 1951 wurde die Bevölkerung umgesiedelt und die Region kam im Zuge des Polnisch-Sowjetischen Gebietsaustauschs an Polen. Die Gemarkung und das entsiedelte Dorf wurden dem landwirtschaftlichen Staatsbetrieb PGR Smolnik übergeben. Dieser ließ allmählich alle Gebäude abreißen. Eine Ausnahme blieb die Kirche, in der regelmäßig Heu gelagert wurde. Im Jahr 1956 wurde diese auf die Liste der historischen Kirchen gesetzt und 1969 in die nationale Denkmalliste eingetragen. Bis dahin wurde Vieles geplündert oder zerstört. Nach dem Eintrag konnte das Bauwerk in den Jahren 1969–1970 mit staatlichen Mitteln renoviert werden.
Im Jahr 1973 wurde sie der römisch-katholischen Gemeinde in Lutowiska überschrieben. Im folgenden Jahr wurde sie als Filialkirche dem Patrozinium Mariä Aufnahme in den Himmel (polnisch Wniebowzięcie Najświętszej Maryi Panny) geweiht. Besucher sind die Bewohner des neu erbauten Dorfs Smolnik.
Das Gotteshaus wurde 2010 mit sieben weiteren Holzkirchen der Ostkirchen im Karpatenvorland und in Kleinpolen in die Tentativliste des Weltkulturerbes aufgenommen. Die Einschreibung erfolgte am 21. Juni 2013 gemeinsam mit acht weiteren Objekten aus der Ukraine.

## Ausstattung

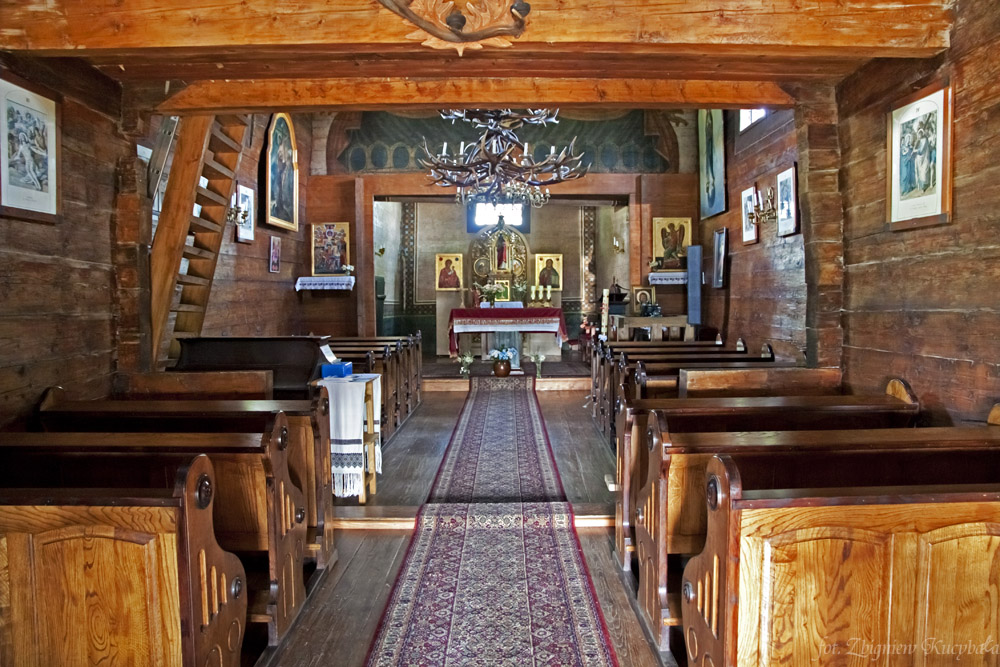
Inneres der Kirche

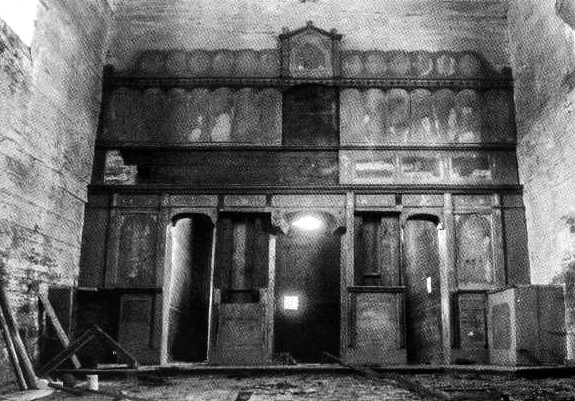
Geleerter Ikonostase (vor 1970)

Die Holzkirche gehört zum heute seltenen Bautypus des Bojkenlandes, das an das Lemkenland (Łemkowszczyzna) grenzt. Nach der Zwangsumsiedlung der Bojken im Zuge der Aktion Weichsel fielen viele Kirchen 1947 dem Abriss oder Verfall zum Opfer.
Das Gebäude besteht aus gehauenen Baumstämmen, die horizontal verlegt sind. Das Bauwerk ist mit Schindeln verkleidet. Die Kirche ist dreiteilig angelegt und wird von drei viereckigen Kuppeln gekrönt. Ein Vordach läuft um das gesamte Gebäude und schützt das Fundament vor Regen und Schnee. Die polychrome Ausmalung vom Ende des 18. Jahrhunderts wurde 2009 restauriert.
Der geplünderte Ikonostase wurde vor der Umnutzung des Bauwerks entfernt. Teile der ursprünglichen Ausstattung befinden sich unter anderem in Museen in Lwiw (Lemberg) und Łańcut.